# Pholoe spinosa
Pholoe spinosa är en ringmaskart som beskrevs av Hartmann-Schröder 1991. Pholoe spinosa ingår i släktet Pholoe och familjen Pholoidae. Inga underarter finns listade i Catalogue of Life.